# Judy Teen
Judy Teen is een single van Cockney Rebel. Het was een single die op verzoek van het platenlabel is geschreven, want op het album The human menagerie stond niets dat als single kon worden uitgebracht. Zijn eerste single Sebastian was ook al een noodsprong. Het nummer over liefde tussen adolescenten (zij bracht zijn hoofd op hol) schreef Harley waarschijnlijk toen hij 18 a 19 jaar oud was.
Muziekproducent was Alan Parsons. Het nummer werd op compact discversies van The human menagerie meegeperst.

## Hitnotering
Het was zijn eerste hitsingle in het Verenigd Koninkrijk, maar in Nederland was het plaatje veel minder succesvol dan haar voorganger.

### Nederlandse Top 40
| Hitnotering: week 12 t/m 14 in 1974 | Hitnotering: week 12 t/m 14 in 1974 | Hitnotering: week 12 t/m 14 in 1974 | Hitnotering: week 12 t/m 14 in 1974 | Hitnotering: week 12 t/m 14 in 1974 |
| Week:                               | 1                                   | 2                                   | 3                                   |                                     |
| ----------------------------------- | ----------------------------------- | ----------------------------------- | ----------------------------------- | ----------------------------------- |
| Positie:                            | 29                                  | 26                                  | 33                                  | uit                                 |

### NederlandseDaverende 30
| Hitnotering: 16-3-1974 t/m 5-4-1974 | Hitnotering: 16-3-1974 t/m 5-4-1974 | Hitnotering: 16-3-1974 t/m 5-4-1974 | Hitnotering: 16-3-1974 t/m 5-4-1974 | Hitnotering: 16-3-1974 t/m 5-4-1974 |
| Week:                               | 1                                   | 2                                   | 3                                   |                                     |
| ----------------------------------- | ----------------------------------- | ----------------------------------- | ----------------------------------- | ----------------------------------- |
| Positie:                            | 28                                  | 26                                  | 26                                  | uit                                 |

### BelgischeBRT Top 30
| Hitnotering: 13-4-1974 t/m 17-5-1974 | Hitnotering: 13-4-1974 t/m 17-5-1974 | Hitnotering: 13-4-1974 t/m 17-5-1974 | Hitnotering: 13-4-1974 t/m 17-5-1974 | Hitnotering: 13-4-1974 t/m 17-5-1974 | Hitnotering: 13-4-1974 t/m 17-5-1974 | Hitnotering: 13-4-1974 t/m 17-5-1974 |
| Week:                                | 1                                    | 2                                    | 3                                    | 4                                    | 5                                    |                                      |
| ------------------------------------ | ------------------------------------ | ------------------------------------ | ------------------------------------ | ------------------------------------ | ------------------------------------ | ------------------------------------ |
| Positie:                             | 22                                   | 23                                   | 21                                   | 23                                   | 19                                   | uit                                  |

### Britse Single Top 50
| Hitnotering: 11-5-1974 t/m 26-7-1974 | Hitnotering: 11-5-1974 t/m 26-7-1974 | Hitnotering: 11-5-1974 t/m 26-7-1974 | Hitnotering: 11-5-1974 t/m 26-7-1974 | Hitnotering: 11-5-1974 t/m 26-7-1974 | Hitnotering: 11-5-1974 t/m 26-7-1974 | Hitnotering: 11-5-1974 t/m 26-7-1974 | Hitnotering: 11-5-1974 t/m 26-7-1974 | Hitnotering: 11-5-1974 t/m 26-7-1974 | Hitnotering: 11-5-1974 t/m 26-7-1974 | Hitnotering: 11-5-1974 t/m 26-7-1974 | Hitnotering: 11-5-1974 t/m 26-7-1974 | Hitnotering: 11-5-1974 t/m 26-7-1974 |
| Week:                                | 1                                    | 2                                    | 3                                    | 4                                    | 5                                    | 6                                    | 7                                    | 8                                    | 9                                    | 10                                   | 11                                   |                                      |
| ------------------------------------ | ------------------------------------ | ------------------------------------ | ------------------------------------ | ------------------------------------ | ------------------------------------ | ------------------------------------ | ------------------------------------ | ------------------------------------ | ------------------------------------ | ------------------------------------ | ------------------------------------ | ------------------------------------ |
| Positie:                             | 47                                   | 33                                   | 28                                   | 17                                   | 7                                    | 7                                    | 5                                    | 12                                   | 19                                   | 38                                   | 48                                   | uit                                  |